# Cardiophorus mexicanus
Cardiophorus mexicanus là một loài bọ cánh cứng trong họ Elateridae. Loài này được Champion mô tả khoa học năm 1895.